# 亞歷山大·亞歷山德羅維奇·韋利米亞諾夫

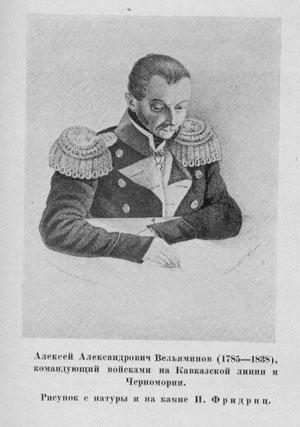
亞歷山大·亞歷山德羅維奇·韦利亚米诺夫

亞歷山大·亞歷山德羅維奇·韦利亚米诺夫（俄語：Алексей Александрович Вельяминов，1785年—1838年)，俄羅斯帝國步兵中將，在1834年至1838年任高加索總督。畢業於聖彼得堡陸軍測量院，以准尉身份畢業。在1812年結識阿列克謝·彼得羅維奇·葉爾莫洛夫，成為其部下。

## 高加索戰爭
1817年，韦利亚米诺夫參加高加索戰爭。1829年，伊凡‧帕斯凱維奇和諾曼‧巴格拉季昂親王，分割葉爾莫洛夫之軍權從南北高加索進攻車臣尼亞時，因貪瀆侵吞軍用物資而發財。事泄被帕斯凱維奇發現，韦利亚米诺夫先發制人舉報帕斯凱維奇，導致帕斯凱維奇被調離高加索，同時由於諾曼‧巴格拉季昂親王於達吉斯坦病逝，韦利亚米诺夫得以執掌高加索地區大權。更於1834年3月12日於哥扎提戰役以13,000軍隊輕易打敗第二代伊瑪目哈姆扎特‧貝克領導下的2,300軍隊。貝克之繼任者沙米爾向韦利亚米诺夫致送重金賄賂，並表示順服，僅願擔任穆夫提之職，不敢再有野心，韦利亚米诺夫答應議和，並上書報告已經平定車臣尼亞。因自認為收服了帕斯凱維奇也不能打敗的沙米爾，從此驕傲日甚。

## 人格
在學校時，是一位勤學之優秀學生。在繪圖和數學方面甚有天份。在擔任尉官時以清貧生活自居，是一位犬儒主義者，為遵紀守法之人。但其掌握權力後，日益驕縱殘暴，卻自認為英明神武，不聽逆耳之言，誅殺異議人士。其放過沙米爾一事，令山民武裝問題一發不可收拾，最終釀成長達近半世紀的高加索問題。